# Aleksandr Goloubev
Aleksandr Viatcheslavovitch Goloubev (en russe : Александр Вячеславович Голубев), né le 19 mai 1972 à Karavyevo est un patineur de vitesse.
En 1994, lors des Jeux olympiques d'hiver de 1994, il devient champion olympique du 500 mètres alors qu'il n'avait connu qu'un seul succès en carrière jusque-là avec une victoire en Coupe du monde en 1993. 